# Gare de Busan
La gare de Pusan ou gare de Busan est une gare ferroviaire de Corée du Sud. Elle est le terminus sud de la ligne Gyeongbu, la plus importante ligne de chemin de fer du pays, qui relie Pusan et Séoul en moins de 3 heures avec le KTX.

## Histoire
La gare fut ouverte le 1er avril 1908.

## Service des voyageurs

### Desserte
KORAIL :
- Voie 1 : Ligne Gyeongbu : Direction Gupo, Dongdaegu, Daejeon, Séoul
- Voie 3-4 : Ligne Gyeongbu : Direction Dongdaegu, Yeongju, Daejeon, Séoul
- Voie 5-6 : Ligne KTX Gyeongbu : Direction Gupo, Dongdaegu, Daejeon, Séoul  (> Haengshin)
- Voie 8-9 : Ligne KTX Gyeongbu : Direction Ulsan, Dongdaegu, Daejeon, Seoul (> Haengshin)

### Intermodalité
La gare est desservie par la ligne 1 (ligne orange) du métro de Pusan
La station de la gare est desservie par deux quais : un pour les rames vers Nopo-dong et l'autre pour les rames vers Sinpyeong.

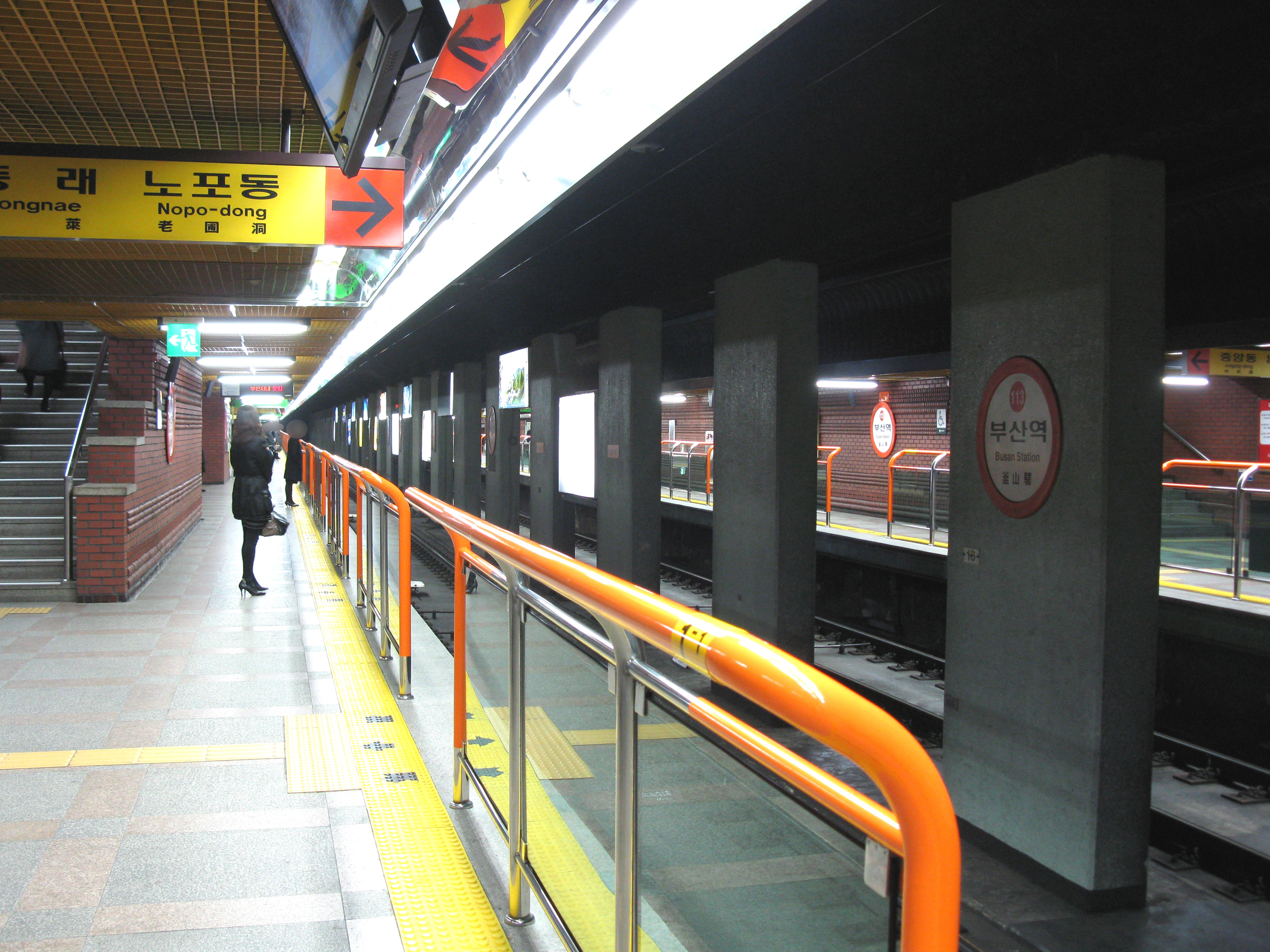
Quais de la station de métro